# Русесабагина, Пол
Пол Русесабаги́на (руанда Paul Rusesabagina; р. 15 июня 1954, Мурама, Руанда-Урунди) — руандийский бизнесмен и политик, хуту по происхождению, известность получил после выхода в свет фильма «Отель „Руанда“», который был снят по его воспоминаниям и был номинирован на «Оскар». Согласно автобиографии, будучи менеджером отеля в Кигали, он сумел использовать своё влияние и связи, чтобы защитить 1268 гражданских лиц тутси и умеренных хуту от милиции «Интерахамве» и прочих формирований.
Был обманом вывезен из Дубая в Руанду 29 августа 2020 года, где ему было официально предъявлено в общей сложности 13 обвинений (включая терроризм, финансирование НВФ, убийство, поджог и сговор с целью вовлечения в НВФ несовершеннолетних), связанных с деятельностью считающегося властями страны террористическим вооружённого крыла возглавляемой им оппозиционной коалиции «Руандийское движение за демократические перемены», причастность к насильственным акциям которого Русесабагина отрицал, но в итоге в сентябре 2021 года всё равно был осуждён на 25 лет за его поддержку.

## Биография
Пол Русесабагина родился в селении Мурама (ныне в районе Руханго Южной провинции Руанды). Его отец занимался земледелием и имел своё хозяйство. Пол собирался стать духовным пастырем, однако, увлёкся Церковью адвентистов седьмого дня и некоторое время даже входил в их ряды. От первой жены Эстер Русесабагина имеет троих детей (Роджер, Диана и Лус).
После того, как их разлучили в 1981 году, Пол прошёл обучение в рамках программы подготовки специалистов, занятых в сфере гостиничного бизнеса и маркетинга («Отель Менеджмент программ» (Hotel Management program) в Найроби, Кения; программа включала в себя также поездку в Швейцарию). По возвращении из Швейцарии Пол устроился работать заместителем генерального менеджера в Hôtel des Mille Collines. Эту должность он занимал с октября 1984 года по ноябрь 1992 года, после чего стал генеральным менеджером компании «Отель Дипломат» в Кигали.
На данный момент состоит в браке с Татьяной, с которой познакомился в 1987 году на свадьбе друзей. Татьяна принадлежала к народности тутси и, работая медсестрой в больнице, страдала от дискриминации со стороны отдельных хуту. Русесабагина помог ей, и они сблизились, после чего решили пожениться. У них родились дочь, которая вскоре умерла, и сын Трезор.
После угроз убийством Русесабагина в 1996 году получил подданство Бельгии и жил там с женой, детьми и двумя приёмными племянницами. Он работал таксистом в Брюсселе. Затем семья перебралась в США.
Русесабагина стал одним из основателей и лидером Руандийского движения за демократические перемены, вооружённым крылом которого является «Фронт национального освобождения», считающийся властями страны террористической организацией.
29 августа 2020 года Русесабагина, находившийся в тот момент в Дубае, исчез, а спустя несколько дней выяснилось, что он находится под стражей в Руанде. Как он рассказал в интервью, данном с разрешения властей, некий проповедник из Бурунди пригласил его туда для выступления и прислал за ним в Дубай частный самолёт. Но этот самолёт привёз его не в Бурунди, а в Руанду.
20 сентября 2021 года Русесабагина был признан виновным по обвинению в терроризме и приговорён к 25 годам заключения. Во время судебного разбирательства он осудил президента Руанды Поля Кагаме и сообщил, что он был похищен в Дубае, чтобы предстать перед судом в Руанде.

## Отношения с президентом Полем Кагаме
Русесабагина и руандийский президент и бывший глава Руандийского патриотического фронта (РПФ) Поль Кагаме стали открытыми врагами. В автобиографической книге «Обычный человек» Русесабагина заявил, что «Сегодня небольшая кучка элиты тутси управляет Руандой по собственному разумению и в собственных интересах. […] Те же немногие хуту, которые занимают высокие посты — пустышки, не обладающие никакой реальной властью. Их называют „наёмными хуту“ или „хуту на побегушках“». Он также критиковал выборы Кагаме в президенты (2003), в которых тот набрал 90,5 % голосов, называя их недемократическими.
6 апреля 2006 года Кагаме предложил Русесабагине, чтобы тот «нашёл своим талантам какое-нибудь иное применение и не пытался взобраться повыше на лжи о своём героизме, потому как это полная ложь». Франсуа Хавьер Нгарамбе, президент «Ибука», организации, объединяющей различные ассоциации людей, выживших в геноциде, сказал про Русесабагину, что «он украл героизм. Он торговал геноцидом. Его следовало бы судить». В ответ в конце 2006 года Русесабагина послал письма королеве Елизавете II и в Международный трибунал по Руанде, в которых он назвал Кагаме военным преступником, обвинив его в политических убийствах, в том числе в соучастии в убийстве президента Хабьяримана, а также в преступлениях РПФ против народа Руанды. В числе преступлений РПФ Русесабагина упомянул о сожжении заживо его брата и сестры во время взятия Мурамы Руандийским патриотическим фронтом в июле 1994 года.
В 2008 году была опубликована книга «Отель Руанда, или Геноцид тутси, как он виден из Голливуда» (англ. Hotel Rwanda or the Tutsi Genocide as seen by Hollywood), одним из соавторов которой стал Альфред Ндахиро, советник президента Кагаме по связям с общественностью. В ней Ндахиро представил действия Русесабагины в ином свете, нежели показано в фильме «Отель „Руанда“». Ндахиро обвинил Русесабагину в том, что он был шпионом правительства Хабьяриманы, заставлял беженцев платить за номера и не был причастен к их спасению. Русесабагина ответил на обвинения 10-страничным текстом, на который в свою очередь последовала реакция.
31 августа 2020 года арестован в Кигали по обвинению в организации, руководстве и финансировании «насильственных вооружённых экстремистских террористических групп». По утверждению властей Руанды, арест произведён благодаря международному правовому сотрудничеству (без указания конкретной страны, оказавшей им содействие), бельгийские власти отрицают свою причастность к данной акции.

## Награды и премии
- Президентская медаль Свободы (2005)[20]